# Branchinecta gaini
Branchinecta gaini es una especie de anostráceo de la Antártida y la Patagonia. Es el mayor invertebrado de agua dulce en la Antártida, con 16 mm (0,63 pulgadas) de largo. Vive de bacterias y otros organismos, sobreviviendo al invierno como huevos en diapausa.

## Descripción
Branchinecta gaini puede alcanzar una longitud total de 16 mm (0,63 pulgadas), por lo que es el mayor invertebrado de agua dulce en la Antártida. Utiliza sus extremidades del tronco para raspar los alimentos del sustrato.

## Distribución
B. gaini se encuentra desde "la mitad de la península Antártica" hacia el norte, incluida la parte más meridional de América del Sur y las islas subantárticas como Georgia del Sur y las islas Orcadas del Sur. Es el único anostráceo en la Antártida continental, donde está "bastante extendido en la península Antártica"; los registros de "Branchinecta granulosa" de la Antártida son todas identificaciones erróneas de B. gaini. En las islas Shetland del Sur, se han registrado individuos de B. gaini en los lagos libres de hielo de la península Byers en la isla Livingston (junto a Boeckella poppei y el cladócero bentónico Macrothrix ciliata), en el lago Wujka y en el lago Sombre de la isla Signy (junto a Boeckella poppei y el carnívoro Parabroteus sarsi).
Los únicos registros fósiles conocidos del género Branchinecta son de B. gaini; sus huevos se han encontrado en depósitos lacustres del holoceno medio a tardío (4200 AP) en la isla James Ross, en el lado este de la península Antártica. B. gaini ya no se encuentra en la isla James Ross, presumiblemente porque los lagos están descongelados durante un período demasiado corto para que B. gaini complete su ciclo de vida. Se encontró que los huevos eran más abundantes durante el óptimo climático del Holoceno, lo que indica que las biopelículas de cianobacterias deben haber estado presentes en el lago en ese momento. También se han encontrado huevos de 5500 AP en la isla Signy, donde la especie persiste.

## Ecología y ciclo de vida
Branchinecta gaini se alimenta de epífitas en películas bacterianas y de las propias películas. Los contenidos intestinales de B. gaini están dominados por algas verdes, hifas y restos de otros individuos de B. gaini. Viven durante más de seis meses y producen huevos que pueden sobrevivir el invierno en diapausa, cuando los lagos están congelados. Aunque B. gaini a menudo coexiste con el copépodo Boeckella poppei, rara vez se ven en contacto cercano. Pueden competir por comida, o B. gaini puede alimentarse de los nauplios del copépodo.
B. gaini puede ser bastante abundante, dominando la biomasa de crustáceos en cuerpos de agua dulce en las islas Orcadas del Sur y las islas Shetland del Sur.
La dispersión de B. gaini entre los lagos es probablemente pasiva, y los vectores de dispersión más probables son las aves; los huevos de branquiópodos que se tragan las aves marinas, aun en proceso de incubación, pueden sobrevivir al paso por el sistema digestivo del ave.

## Historia taxonómica
Branchinecta gaini fue descrita por primera vez por el biólogo húngaro Eugen von Daday de Deés (también llamado Jenö Daday o Jenö Daday de Dées) en 1910 basándose en material recogido de la isla Petermann por la Deuxième Expédition Antarctique Française a bordo del barco Pourquoi-Pas?, capitaneada por Jean-Baptiste Charcot; el epíteto específico conmemora al ficólogo francés Louis Gain, que se encargó de preservar los especímenes de esa expedición.